# Cmentarz żydowski w Kojetínie
Żydowski cmentarz w Kojetínie – cmentarz znajdujący się w północnej części miasta Kojetín, po prawej stronie drogi II/367 na Uhřičice, około 750 metrów na północny zachód od nieistniejącej kojetíńskiej synagogi. Rok założenia cmentarza nie jest znany, najstarsza wzmianka o nim pochodzi z 1574 r., kiedy cmentarz został poszerzony. Cmentarz zajmuje powierzchnię 5908 m² i liczy 700 nagrobków, z których najstarszy pochodzi z 1782. Pochówki na cmentarzu odbywały się do 1942 r. W przeszłości na terenie cmentarza znajdowała się secesyjna sala obrzędowa z 1901 r., wzniesiona według projektu przez architekta Wilhelma Stiassnego, zburzona w latach 70. XX w.
Cmentarz jest chroniony jako kulturní památka České republiky. Jest zamknięty, ale po porozumieniu z administratorem można go odwiedzić.